# Frans Badens

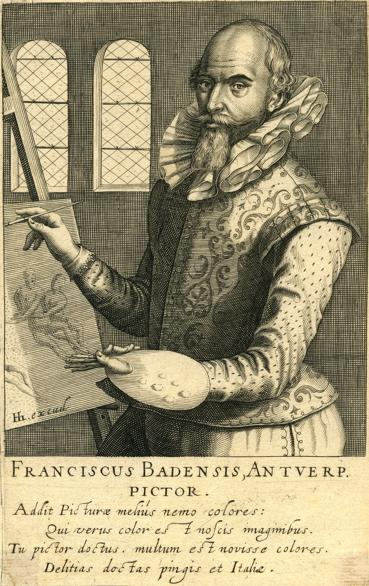
Retrato de Badens en el Pictorum aliquot celebrium, præcipué Germaniæ Inferioris, effiges (pág. 69) publicado en 1610 por Hendrick Hondius. The Courtauld Institute of Art.

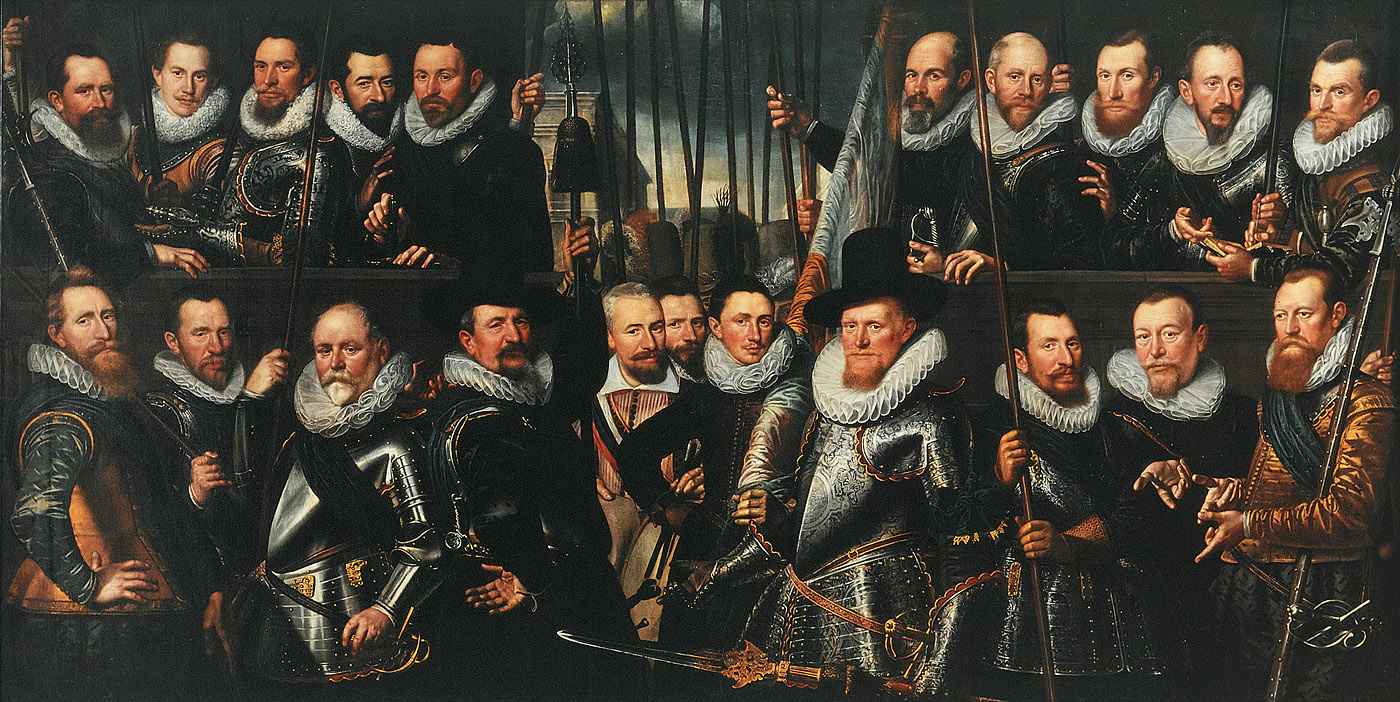
Schutters van de compagnie van kapitein Arent ten Grootenhuys en luitenant Jacob Floriszn Cloeck (Ballesteros de la compañía del capitán Arent ten Grootenhuys y el teniente Jacob Floriszn Cloeck). Amsterdam Museum.

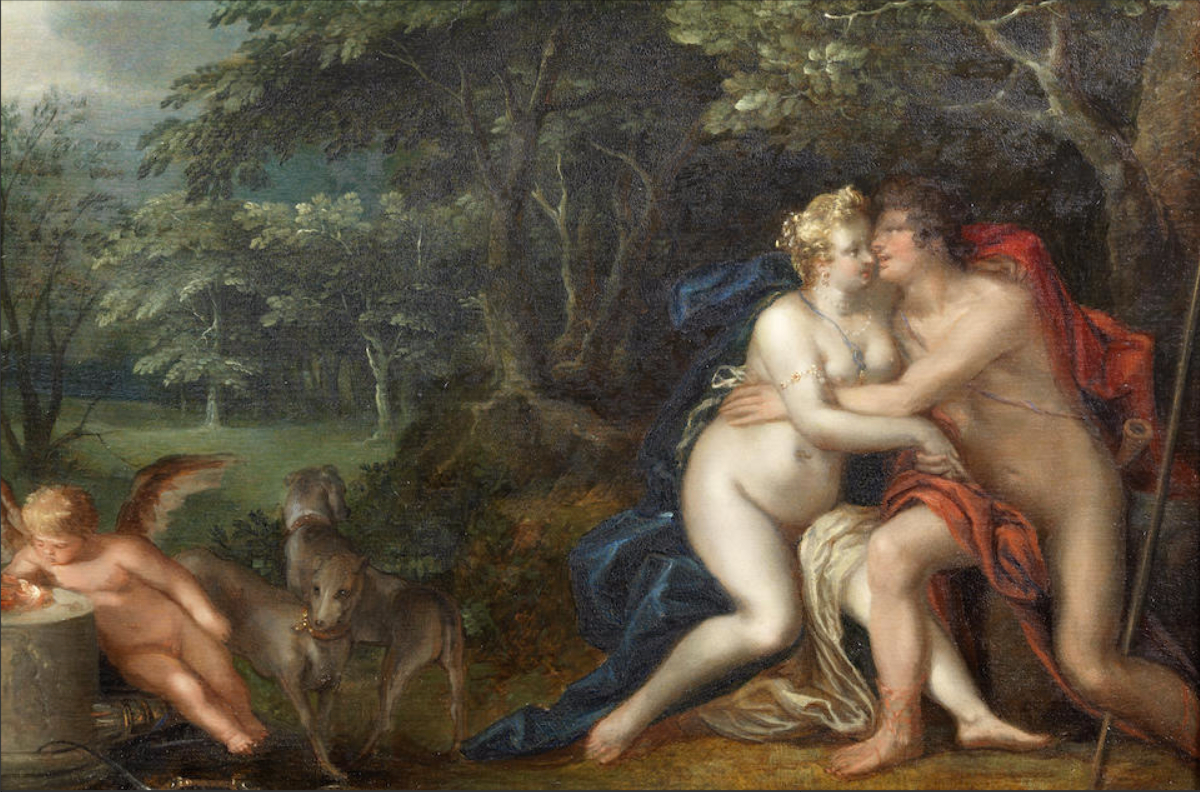
Venus y Adonis como amantes (hasta 2014 fue atribuida a Paulus Moreelse.)

Frans Badens o Francesco Badens (Amberes, 1571-1618) fue un pintor y dibujante neerlandés. Badens fue muy considerado por sus contemporáneos en vida, pero cayó en el olvido tras su fallecimiento. Sus obras incluyen alegorías, escenas religiosas y mitológicas. Su hermano, Jan Badens (1576-1603), fue retratista.

## Biografía
Su familia se trasladó a Ámsterdam en 1576. Entre 1593 y 1597 estuvo en Venecia y Roma con Jacob Matham,
Tuvo entre sus alumnos a Gerbrand Bredero, Adriaen van Nieulandt y Jeremias van Winghe.